# Spaniocentra bulbosa
Spaniocentra bulbosa là một loài bướm đêm trong họ Geometridae.